# Tomášov
Tomášov é um município da Eslováquia, situado no distrito de Senec, na região de Bratislava. Tem 19,96 km² de área e sua população em 2019 foi estimada em 2599 habitantes.

## Demografia
| Ano:        | 1994 | 2004   | 2014    | 2024    |
| ----------- | ---- | ------ | ------- | ------- |
| Broj ljudi: | 2029 | 2142   | 2467    | 2857    |
| Razlika:    |      | +5,56% | +15,17% | +15,80% |

| Ano:               | 2023 | 2024   |
| ------------------ | ---- | ------ |
| Número de pessoas: | 2814 | 2857   |
| Diferença:         |      | +1,52% |